# Zápas na Letních olympijských hrách 1992 – muži, řecko-římský do 82 kg
Zápas řecko-římský ve váhové kategorii do 82 kg probíhal na Letních olympijských hrách 1992 v barcelonském Instituto Nacional de Educación Física de Cataluña. O medaile se utkalo celkem 20 zápasníků.

## Turnajové výsledky
Zápasníci jsou rozděleni do dvou skupin. Je aplikován systém na dvě porážky.
Legenda
- TO — Lopatkové vítězství
- SP — Vítězství pro převahu, 12 až 14 bodů rozdíl, poražený s body
- SO — Vítězství pro převahu, 12 až 14 bodů rozdíl, poražený bez bodů
- ST — Vítězství na technickou převahu, 15 bodů rozdíl
- PP — Vítězství na body, poražený s body
- PO — Vítězství na body, poražený bez bodů
- PA — Vítězství pro soupeřovo zranění
- DQ — Vítězství pro soupeřovu diskvalifikaci
- D2 — Oba zápasníci diskvalifikováni pro pasivitu, skóre 0-0
- DNA — Nenastoupil
- L — Porážky
- ER — Kolo vyřazení
- CP — Klasifikační body
- TP — Technické body

### Skupiny

#### Skupina A
|                          | Skóre  |                        | CP     |
| Kolo 1                   | Kolo 1 | Kolo 1                 | Kolo 1 |
| ------------------------ | ------ | ---------------------- | ------ |
| Daulet Turlychanov (EUN) | 9–0    | Luis Rondon (VEN)      | 4–0 TO |
| Piotr Stępień (POL)      | 6–0    | Ernesto Razzino (ITA)  | 3–0 PO |
| David Martinetti (SUI)   | 0–16   | Pavel Frinta (TCH)     | 0–4 ST |
| Diego Potap (ARG)        | 0–10   | Anton Arghira (ROU)    | 0–3 PO |
| Timo Niemi (FIN)         | 1–0    | Christo Christov (BUL) | 3–0 PO |
| Kolo 2                   |        |                        |        |
| Daulet Turlychanov (EUN) | 2–3    | Piotr Stępień (POL)    | 1–3 PP |
| Luis Rondon (VEN)        | 2–6    | Ernesto Razzino (ITA)  | 0–4 TO |
| David Martinetti (SUI)   | 5–0    | Diego Potap (ARG)      | 4–0 TO |
| Pavel Frinta (TCH)       | 2–4    | Timo Niemi (FIN)       | 1–3 PP |
| Anton Arghira (ROU)      | 0–4    | Christo Christov (BUL) | 0–3 PO |
| Kolo 3                   |        |                        |        |
| Daulet Turlychanov (EUN) | 8–0    | Ernesto Razzino (ITA)  | 3–0 PO |
| Piotr Stępień (POL)      | 7–1    | David Martinetti (SUI) | 3–1 PP |
| Pavel Frinta (TCH)       | 0–0    | Christo Christov (BUL) | 0–0 D2 |
| Anton Arghira (ROU)      | 0–3    | Timo Niemi (FIN)       | 0–3 PO |
| Kolo 4                   |        |                        |        |
| Daulet Turlychanov (EUN) | 1–0    | Timo Niemi (FIN)       | 3–0 PO |
| Piotr Stępień (POL)      |        | Bye                    |        |
| Kolo 5                   |        |                        |        |
| Piotr Stępień (POL)      | 3–0    | Timo Niemi (FIN)       | 3–0 PO |
| Daulet Turlychanov (EUN) |        | Bye                    |        |

| Zápasník                 | L | R | CP | TP | TB |
| ------------------------ | - | - | -- | -- | -- |
| Piotr Stępień (POL)      | 0 | — | 12 | 19 | 6  |
| Daulet Turlychanov (EUN) | 1 | — | 11 | 20 | 4  |
| Timo Niemi (FIN)         | 2 | — | 9  | 8  | 0  |
| Pavel Frinta (TCH)       | 2 | 3 | 5  | 18 |    |
| David Martinetti (SUI)   | 2 | 3 | 5  | 6  |    |
|                          |   |   |    |    |    |
| Ernesto Razzino (ITA)    | 2 | 3 | 4  | 6  |    |
| Christo Christov (BUL)   | 2 | 3 | 3  | 4  |    |
| Anton Arghira (ROU)      | 2 | 3 | 3  | 10 |    |
| Luis Rondon (VEN)        | 2 | 2 | 0  | 2  |    |
| Diego Potap (ARG)        | 2 | 2 | 0  | 0  |    |

#### Skupina B
|                            | Skóre  |                            | CP     |
| Kolo 1                     | Kolo 1 | Kolo 1                     | Kolo 1 |
| -------------------------- | ------ | -------------------------- | ------ |
| Magnus Fredriksson (SWE)   | 1–0    | Jean-Pierre Wafflard (BEL) | 3–0 PO |
| Thomas Zander (GER)        | 5–2    | Park Myung-suk (KOR)       | 3–1 PP |
| Péter Farkas (HUN)         | 4–1    | Goran Kasum (IOP)          | 3–1 PP |
| Mohyeldin Ramadan (EGY)    | 0–4    | Dan Henderson (USA)        | 0–3 PO |
| Leonidas Pappas (GRE)      | 0–2    | Martial Mischler (FRA)     | 0–3 PO |
| Kolo 2                     |        |                            |        |
| Magnus Fredriksson (SWE)   | 0–1    | Thomas Zander (GER)        | 0–3 PO |
| Jean-Pierre Wafflard (BEL) | 0–3    | Park Myung-suk (KOR)       | 0–3 PO |
| Péter Farkas (HUN)         | 2–0    | Mohyeldin Ramadan (EGY)    | 3–0 PO |
| Goran Kasum (IOP)          | 3–0    | Leonidas Pappas (GRE)      | 3–0 PO |
| Dan Henderson (USA)        | 7–2    | Martial Mischler (FRA)     | 3–1 PP |
| Kolo 3                     |        |                            |        |
| Magnus Fredriksson (SWE)   | 2–1    | Park Myung-suk (KOR)       | 3–1 PP |
| Thomas Zander (GER)        | 0–1    | Péter Farkas (HUN)         | 0–3 PO |
| Goran Kasum (IOP)          | 2–0    | Dan Henderson (USA)        | 3–0 PO |
| Martial Mischler (FRA)     |        | Bye                        |        |
| Kolo 4                     |        |                            |        |
| Martial Mischler (FRA)     | 0–2    | Magnus Fredriksson (SWE)   | 0–3 PO |
| Thomas Zander (GER)        | 0–0    | Goran Kasum (IOP)          | 0–0 D2 |
| Péter Farkas (HUN)         | 2–0    | Dan Henderson (USA)        | 3–0 PO |
| 4th place wrestle-off      |        |                            |        |
| Thomas Zander (GER)        | 6–0    | Dan Henderson (USA)        | 3–0 PO |
| Kolo 5                     |        |                            |        |
| Magnus Fredriksson (SWE)   | 0–2    | Péter Farkas (HUN)         | 0–3 PO |

| Zápasník                   | L | R | CP | TP | TB |
| -------------------------- | - | - | -- | -- | -- |
| Péter Farkas (HUN)         | 0 | — | 15 | 11 | 3  |
| Magnus Fredriksson (SWE)   | 2 | — | 9  | 5  | 0  |
| Goran Kasum (IOP)          | 2 | 4 | 7  | 6  |    |
| Thomas Zander (GER)        | 2 | 4 | 6  | 6  | 3  |
| Dan Henderson (USA)        | 2 | 4 | 6  | 11 | 0  |
|                            |   |   |    |    |    |
| Martial Mischler (FRA)     | 2 | 4 | 4  | 4  |    |
| Park Myung-suk (KOR)       | 2 | 3 | 5  | 6  |    |
| Jean-Pierre Wafflard (BEL) | 2 | 2 | 0  | 0  |    |
| Leonidas Pappas (GRE)      | 2 | 2 | 0  | 0  |    |
| Mohyeldin Ramadan (EGY)    | 2 | 2 | 0  | 0  |    |

### Finále
|                          | Skóre            |                          | CP               |
| Zápas o 9. místo         | Zápas o 9. místo | Zápas o 9. místo         | Zápas o 9. místo |
| ------------------------ | ---------------- | ------------------------ | ---------------- |
| David Martinetti (SUI)   | 7–2              | Dan Henderson (USA)      | 3–1 PP           |
| Zápas o 7. místo         |                  |                          |                  |
| Pavel Frinta (TCH)       | 1–3              | Thomas Zander (GER)      | 1–3 PP           |
| Zápas o 5. místo         |                  |                          |                  |
| Timo Niemi (FIN)         | 3–1              | Goran Kasum (IOP)        | 3–1 PP           |
| Zápas o 3. místo         |                  |                          |                  |
| Daulet Turlychanov (EUN) | 2–0              | Magnus Fredriksson (SWE) | 3–0 PO           |
| Finálový zápas           |                  |                          |                  |
| Piotr Stępień (POL)      | 1–6              | Péter Farkas (HUN)       | 1–3 PP           |

## Finálové pořadí
1. Péter Farkas (HUN)
2. Piotr Stępień (POL)
3. Daulet Turlychanov (EUN)
4. Magnus Fredriksson (SWE)
5. Timo Niemi (FIN)
6. Goran Kasum (IOP)
7. Thomas Zander (GER)
8. Pavel Frinta (TCH)
9. David Martinetti (SUI)
10. Dan Henderson (USA)